# Cinetica chimica
La cinetica chimica è quella branca della chimica che studia la velocità di reazione, cioè la velocità di evoluzione nel tempo di sistemi chimici che tendono a raggiungere una condizione di equilibrio, La velocità dipende principalmente dalle concentrazioni dei reagenti, catalizzatori, natura del solvente e temperatura.

## Specie stabili e metastabili
In natura esistono reazioni termodinamicamente consentite (e quindi con ΔG<0), ma talmente lente da non avvenire in pratica.
Un esempio è la combustione della carta in presenza dell'ossigeno e dell'aria: a temperatura ambiente, la reazione è talmente lenta che occorrono decenni all'ossigeno per "bruciare" uno strato superficiale di carta, rendendola gialla e fragile. La carta è definita per questo un composto metastabile, cioè un composto instabile da un punto di vista termodinamico, ma stabile da un punto di vista cinetico.
O ancora, il carbonio, la cui forma stabile è la grafite (presente per esempio nelle mine delle matite) mentre il diamante ne è una forma metastabile. Ma la trasformazione del diamante in grafite è così lenta che praticamente il diamante rimane tale.
Le reazioni cineticamente lente possono essere favorite utilizzando opportuni catalizzatori i quali abbassano l'energia di attivazione, aumentando il numero di urti efficaci diminuendo così i tempi di reazione chimica.

## Come avviene una reazione

Grafico che riporta la variazione dell'energia potenziale in funzione della coordinata di reazione. La generica reazione descritta è X→Y (con la relativa reazione inversa) e viene fatto anche un confronto nel caso in cui sia presente un catalizzatore (linea rossa). La differenza di energia tra prodotti e reagenti rappresenta l'entalpia di reazione (ΔH).

Affinché avvenga una reazione chimica è necessario che i reagenti possiedano un livello minimo di energia definita energia di attivazione. In queste condizioni, i legami originari che caratterizzano le molecole dei reagenti subiscono una scissione con formazione di nuovi legami che danno vita a un composto intermedio e metastabile, caratterizzato da elevata energia potenziale e definito "complesso attivato". Quindi, i nuovi deboli legami chimici appena formatisi subiscono un riarrangiamento definitivo formando i prodotti di reazione finali.
Grafici come quello mostrato a lato si riscontrano comunemente in cinetica chimica e riportano la variazione dell'energia potenziale in funzione del decorso della reazione (la cosiddetta coordinata di reazione); sono utili per descrivere qualitativamente il percorso di una reazione. Spesso viene riportato, per ragioni esemplificative, solamente un massimo di energia potenziale (energia corrispondente al complesso attivato) ma nella realtà tali massimi sono solitamente più di uno.
Un approccio più elaborato si basa sullo studio delle superfici di energia potenziale.

## Studio cinetico di una reazione
Uno studio cinetico della velocità di una reazione può essere effettuato monitorando le concentrazioni delle specie presenti durante lo svolgersi della reazione e cercando una funzione matematica che approssimi al meglio questi valori. Ripetendo le misurazioni a diverse temperature si possono ricavare le condizioni ottimali in cui svolgere una reazione e alcuni parametri quali l'energia di attivazione o la costante di velocità di una reazione.
A tale scopo sono di comune utilizzo dispositivi che permettono di realizzare la reazione utilizzando un flusso continuo di reagenti, o alternativamente bloccando a un certo punto tale flusso (stopped flow). Reazioni molto più veloci, dell'ordine dei nanosecondi e dei picosecondi, possono essere studiate utilizzando la fotolisi flash. Quando interessa isolare anche eventuali intermedi, ad esempio per caratterizzarli successivamente, si applica il quenching chimico o per raffreddamento: nel primo caso si arresta la reazione a un dato stadio aggiungendo alla miscela dei reagenti un altro composto, mentre nel secondo si ricorre a un repentino raffreddamento.
Lo studio del meccanismo di reazione viene effettuato ipotizzando un percorso di reazione e suffragandolo poi sperimentalmente (ad esempio tramite la spettroscopia) verificando la presenza degli intermedi ipotizzati nel meccanismo o di sottoprodotti derivanti da reazioni collaterali ammesse dal meccanismo ipotizzato. Importante è anche il riscontro pratico della effettiva stereochimica di reazione.

## Fattori influenzanti la velocità di reazione
I fattori in grado di influenzare la velocità di reazione possono sommariamente così elencarsi:
1. Natura dei reagenti: siccome in una reazione chimica si rompono dei legami e se ne formano di nuovi, la velocità dipende dalla forza di legame esistente.
2. Superficie di contatto: all'aumentare della superficie di contatto aumenta la velocità di reazione.
3. Concentrazione dei reagenti: la velocità aumenta all'aumentare della concentrazione. L'equazione che mette in relazione velocità di reazione con concentrazione dei reagenti è detta legge cinetica.
4. Temperatura: all'aumentare della temperatura aumenta la velocità di reazione, mediamente di 2 volte ogni 10 °C di temperatura.
5. Presenza di catalizzatori: molte reazioni avvengono molto lentamente se non catalizzate da sostanze organiche ed inorganiche (catalizzatori) o biologiche (enzimi).

## Importanza della cinetica chimica
L'importanza della cinetica è notevole, essendo essa alla base di ogni progettazione e ottimizzazione dei processi chimici produttivi, anche per gli aspetti inerenti alla loro sicurezza. In particolare di grande risalto è la messa a punto di specifici catalizzatori che non solo si rivelano utili nell'aumentare la velocità di reazione, ma permettono spesso la sintesi in condizioni operative (pressione, temperatura) meno drastiche con un conseguente notevole risparmio energetico ed economico.